# Erich Jarvis
Pour les articles homonymes, voir Jarvis.
Erich Jarvis est un professeur associé de neurobiologie à l'hôpital de l'université Duke. Il est le directeur d'une équipe de recherche qui étudie la neurobiologie de l'apprentissage vocal, un comportement à la base du langage parlé. Il étudie notamment les passereaux, les perroquets et perruches ainsi que les colibris.
En 2002, la Fondation nationale pour la science récompensa Jarvis en lui attribuant le Alan T. Waterman Award (en). En 2005, il a reçu le National Institutes of Health Director's Pioneer Award (en) qui octroie des 5 ans de financement aux chercheurs ayant une approche innovante en matière de recherche biomédicale. In 2008, Jarvis devint enquêteur au sein de l’Howard Hughes Medical Institute.

## Sources
- (en) Cet article est partiellement ou en totalité issu de l’article de Wikipédia en anglais intitulé « Erich Jarvis » (voir la liste des auteurs).